# 乌拜诺尔
乌拜诺尔是一个位于中国内蒙省乌审旗县的湖泊，面积约为17平方千米。